# Au pays des cigales
Pour plus de détails, voir Fiche technique et Distribution.
Au pays des cigales est un film français réalisé par Maurice Cam, sorti en 1946.

## Fiche technique
- Titre : Au pays des cigales
- Réalisation : Maurice Cam
- Scénario : d'après l'opérette de Marc Cab, Raymond Vincy et Henri Alibert
- Dialogues : René Jolivet
- Photographie : Pierre Lebon
- Décors : Claude Bouxin
- Montage : Emilienne Nelissen
- Musique : Vincent Scotto
- Production : D.U.C.
- Pays :  France
- Genre : Comédie musicale
- Durée : 85 minutes
- Date de sortie : 
  - France, 27 février 1946
- Affiche : Roger Cartier (France)

## Distribution
- Henri Alibert
- Francine Bessy
- Champi
- Fernand Flament
- René Génin
- Nicolas Amato
- Louis Florencie
- Paulette Arnoux
- Hélène Garaud